# Lost Songs
Lost Songs é uma compilação da banda Anberlin, lançada a 20 de Novembro de 2007.
É uma coleção de covers, faixas não editadas de outros álbuns e versões acústicas. Algumas faixas apareceram em edições especiais ou outras compilações.

## Faixas
1. "The Haunting" (Lado B do álbum Cities) - 5:49
2. "Uncanny" (Do álbum Cities: Special Edition) - 3:27
3. "Like a Rolling Stone" (Do álbum Listen to Bob Dylan: A Tribute) (Cover de Bob Dylan) - 3:44
4. "A Day Late (Acoustic)" (Exclusivo Purevolume) - 4:15
5. "Enjoy the Silence" (Do álbum Punk Goes 90's) (Cover de Depeche Mode) - 3:30
6. "Cadence" (Acústico) - 3:29
7. "Downtown Song" (Lado B de Never Take Friendship Personal) - 2:59
8. "There Is a Light That Never Goes Out" (Do álbum Cities: Special Edition) (Cover de The Smiths) - 4:15
9. "Dismantle.Repair." (Acústico) - 4:34
10. "The Promise" (Do álbum Cities: Special Edition) (Cover de When in Rome) - 3:14
11. "Naïve Orleans" (Acústico) - 3:40
12. "Inevitable" - 3:46
13. "The Unwinding Cable Car" - 4:29
14. "Creep" (Cover de Radiohead) - 4:16
15. "Baby Please Come Home" (Do álbum Happy Christmas Vol. 4) - 2:43
16. "Ready Fuels" (Demo) - 3:48
17. "Driving (Autobahn)" (Demo) - 3:58
18. "Everywhere in Between" (Demo) - 3:29
19. "Hidden Track" - 3:30